# Migliori prestazioni statunitensi nei 200 metri piani

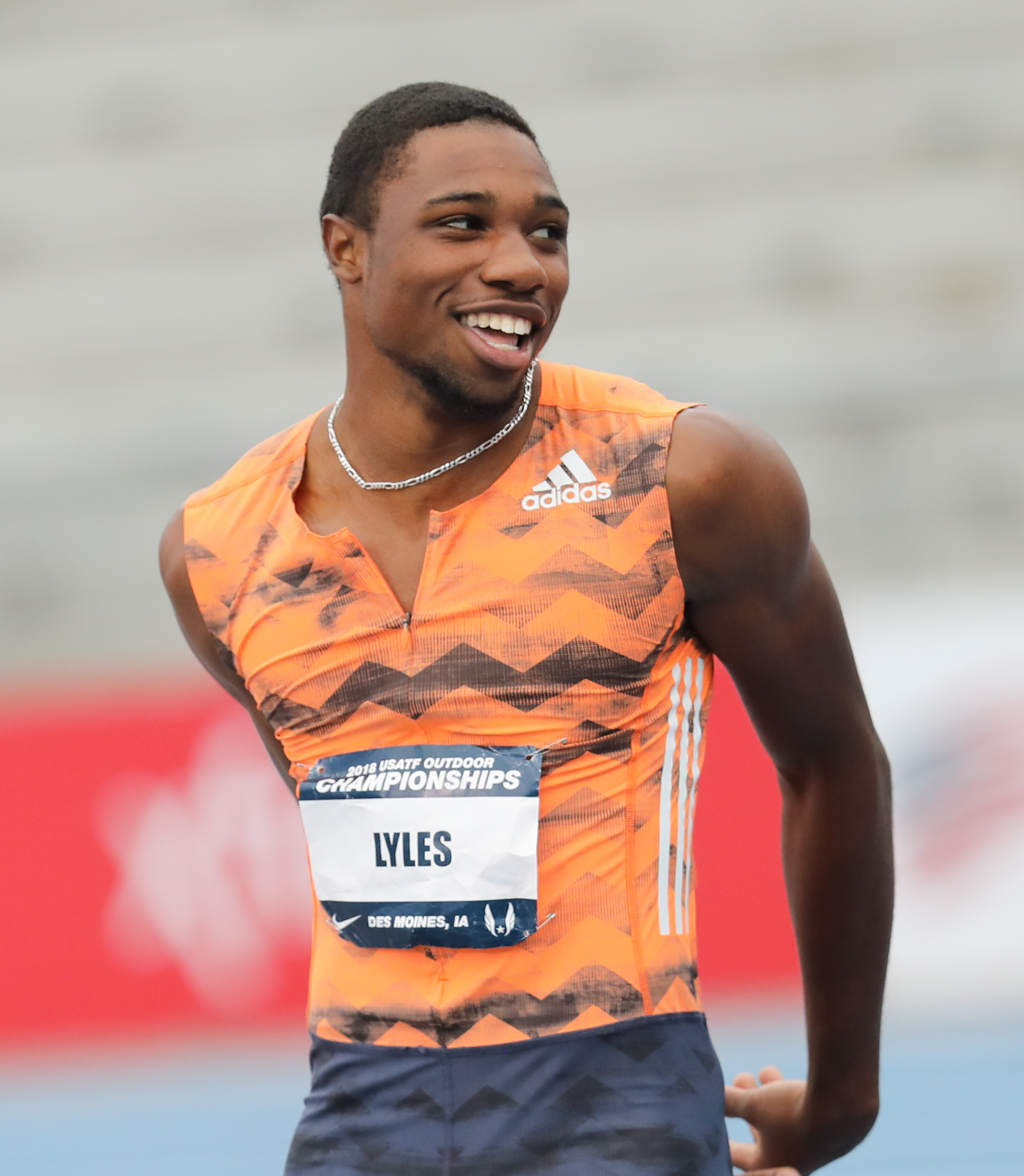
Noah Lyles, detentore del record statunitense dei 200 m

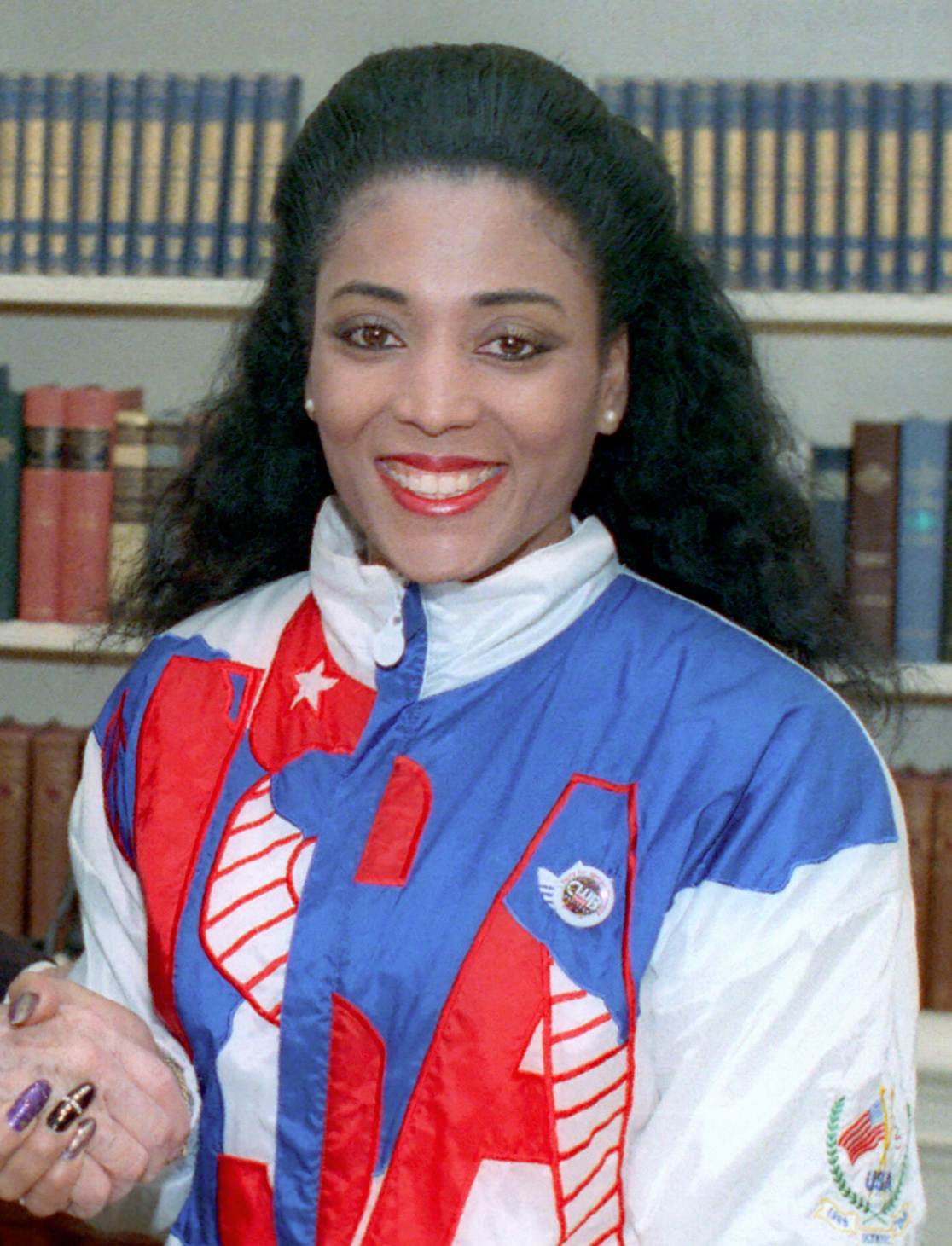
Florence Griffith-Joyner, primatista nazionale e mondiale dei 200 m

La lista delle migliori prestazioni statunitensi nei 200 metri piani raccoglie i migliori risultati di tutti i tempi degli atleti statunitensi nella specialità dei 200 metri piani.

## Maschili outdoor
Statistiche aggiornate al 21 luglio 2022.
|     | Tempo            | Atleta           | Luogo       | Data              |
| --- | ---------------- | ---------------- | ----------- | ----------------- |
| 1.  | 19"31 (+0,4 m/s) | Noah Lyles       | Eugene      | 21 luglio 2022    |
| 2.  | 19"32 (+0,4 m/s) | Michael Johnson  | Atlanta     | 1º agosto 1996    |
| 3.  | 19"49 (+1,4 m/s) | Erriyon Knighton | Baton Rouge | 30 aprile 2022    |
| 4.  | 19"53 (+0,7 m/s) | Walter Dix       | Bruxelles   | 16 settembre 2011 |
| 5.  | 19"57 (+0,4 m/s) | Justin Gatlin    | Eugene      | 28 giugno 2015    |
| 6.  | 19"58 (+1,3 m/s) | Tyson Gay        | New York    | 30 maggio 2009    |
| 7.  | 19"59 (+0,5 m/s) | Kenneth Bednarek | Eugene      | 29 giugno 2024    |
| 8.  | 19"63 (+0,4 m/s) | Xavier Carter    | Losanna     | 11 luglio 2006    |
| 9.  | 19"65 (0,0 m/s)  | Wallace Spearmon | Taegu       | 28 settembre 2006 |
| 10. | 19"70 (+0,7 m/s) | Michael Norman   | Roma        | 6 giugno 2019     |

## Femminili outdoor
Statistiche aggiornate al 26 giugno 2022.
|     | Tempo            | Atleta                   | Luogo        | Data              |
| --- | ---------------- | ------------------------ | ------------ | ----------------- |
| 1.  | 21"34 (+1,3 m/s) | Florence Griffith-Joyner | Seul         | 29 settembre 1988 |
| 2.  | 21"61 (+1,3 m/s) | Gabrielle Thomas         | Eugene       | 26 giugno 2021    |
| 3.  | 21"62 (-0,6 m/s) | Marion Jones             | Johannesburg | 11 settembre 1998 |
| 4.  | 21"69 (+1,0 m/s) | Allyson Felix            | Eugene       | 30 giugno 2012    |
| 5.  | 21"72 (-0,1 m/s) | Gwen Torrence            | Barcellona   | 5 agosto 1992     |
| 6.  | 21"77 (+0,6 m/s) | Inger Miller             | Siviglia     | 27 agosto 1999    |
| 6.  | 21"77 (+1,5 m/s) | Tori Bowie               | Eugene       | 27 maggio 2017    |
| 6.  | 21"77 (-0,3 m/s) | Abby Steiner             | Eugene       | 26 giugno 2022    |
| 9.  | 21"81 (-0,1 m/s) | Valerie Brisco-Hooks     | Los Angeles  | 9 agosto 1984     |
| 10. | 21"83 (-0,2 m/s) | Evelyn Ashford           | Montréal     | 24 agosto 1979    |

## Maschili indoor
Statistiche aggiornate all'11 gennaio 2022.
|     | Tempo | Atleta            | Luogo           | Data            |
| --- | ----- | ----------------- | --------------- | --------------- |
| 1.  | 20"02 | Elijah Hall       | College Station | 10 marzo 2018   |
| 2.  | 20"10 | Wallace Spearmon  | Fayetteville    | 12 marzo 2005   |
| 3.  | 20"11 | Christian Coleman | College Station | 11 marzo 2017   |
| 4.  | 20"19 | Trayvon Bromell   | Fayetteville    | 14 marzo 2015   |
| 4.  | 20"19 | Matthew Boling    | Fayetteville    | 13 marzo 2021   |
| 6.  | 20"20 | Terrance Laird    | Fayetteville    | 13 marzo 2021   |
| 7.  | 20"26 | Shawn Crawford    | Fayetteville    | 10 marzo 2000   |
| 7.  | 20"26 | John Capel        | Fayetteville    | 10 marzo 2000   |
| 9.  | 20"27 | Walter Dix        | Fayetteville    | 10 marzo 2006   |
| 10. | 20"30 | Xavier Carter     | Fayetteville    | 10 marzo 2006   |
| 10. | 20"30 | Kenneth Bednarek  | Lincoln         | 2 febbraio 2019 |

## Femminili indoor
Statistiche aggiornate al 26 febbraio 2022.
|    | Tempo | Atleta              | Luogo           | Data             |
| -- | ----- | ------------------- | --------------- | ---------------- |
| 1. | 22"09 | Abby Steiner        | College Station | 26 febbraio 2022 |
| 2. | 22"33 | Gwen Torrence       | Atlanta         | 2 marzo 1996     |
| 3. | 22"38 | Gabrielle Thomas    | College Station | 10 marzo 2018    |
| 4. | 22"40 | Bianca Knight       | Fayetteville    | 14 marzo 2008    |
| 5. | 22"41 | Ashley Henderson    | College Station | 10 marzo 2018    |
| 6. | 22"42 | Ariana Washington   | College Station | 11 marzo 2017    |
| 7. | 22"45 | Felicia Brown       | Fayetteville    | 26 febbraio 2016 |
| 7. | 22"45 | Tamara Clark        | Fayetteville    | 13 marzo 2021    |
| 9. | 22"49 | Muna Lee            | Fayetteville    | 14 marzo 2003    |
| 9. | 22"49 | Sanya Richards-Ross | Fayetteville    | 12 marzo 2004    |
| 9. | 22"49 | Anavia Battle       | Fayetteville    | 18 febbraio 2022 |